# 维捷布斯克省 (波兰)

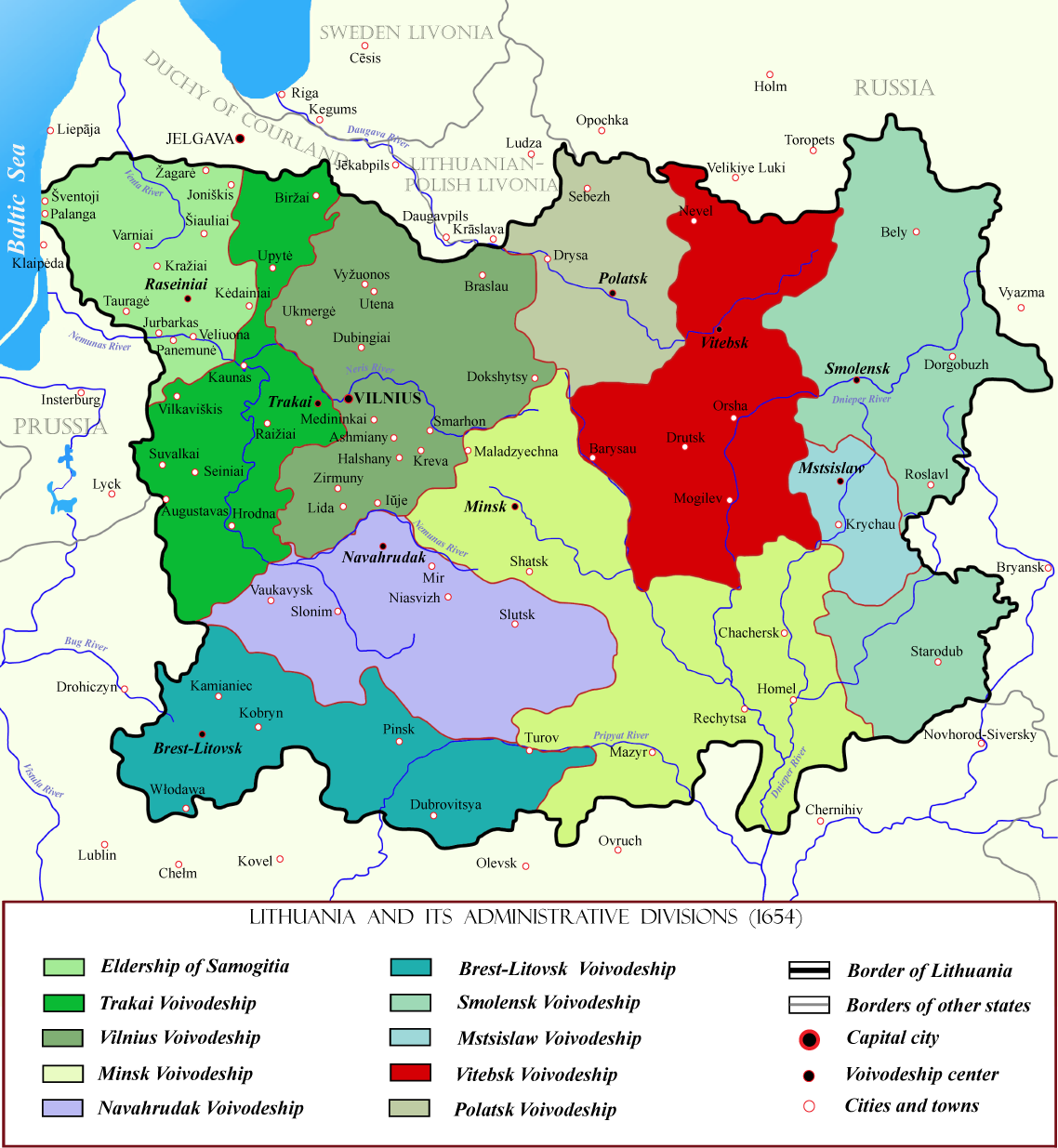
维捷布斯克省

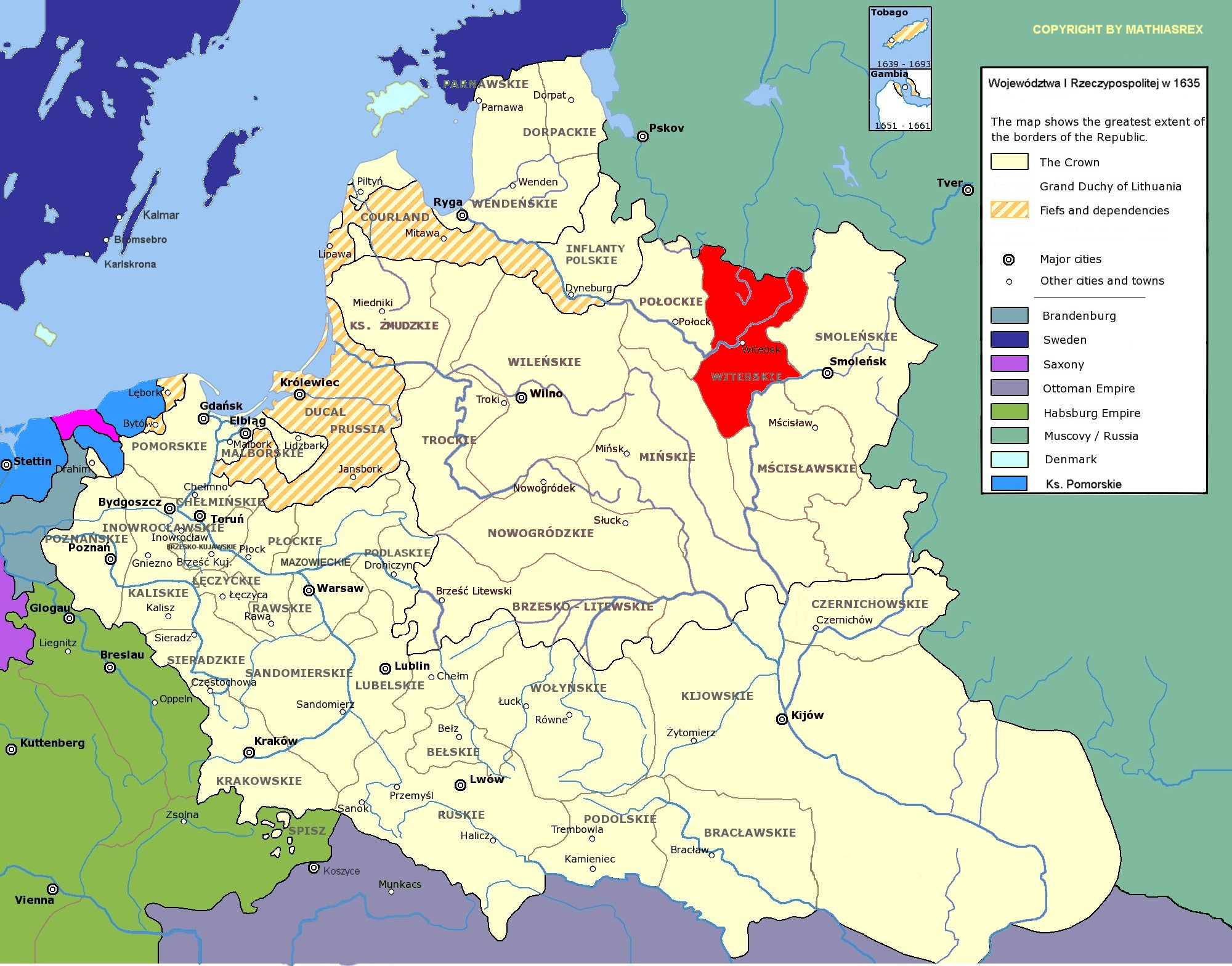
维捷布斯克省在波兰立陶宛联邦的位置

维捷布斯克省（波蘭語：Województwo Witebskie）是一个14世纪设立，1795年瓜分波兰时撤销的立陶宛大公国（自1569年起属于波兰立陶宛联邦）行政区划和地方政府。

## 行政部门所在地
省总督（Wojewoda）所在地：
- 维捷布斯克

## 行政区划
维捷布斯克省自1667年安德鲁索夫休战起由两个县构成：维捷布斯克和奥尔沙。维捷布斯克在1772年被俄罗斯吞并，而奥尔沙也只有一小部分在1793年依然属于联邦。

## 省总督
- 萨缪尔·桑古施科（1629年-1638年）
- 帕维夫·扬·萨佩哈（1646年-？）